# جيم هولواي (لاعب كرة قاعدة)
جيم هولواي (بالإنجليزية: Jim Holloway)‏ هو لاعب كرة قاعدة أمريكي، ولد في 22 سبتمبر 1908 في بلاكيومين في الولايات المتحدة، وتوفي في 15 أبريل 1997 في باتون روج في الولايات المتحدة.

## وصلات خارجية
- جيم هولواي على موقعبيزبول رفرنس.كوم (الدوري الرئيسي) (الإنجليزية)